# Еколого-культурологічна експедиція «Дністер»
Еколого-культурологічна експедиція «Дністер» — щорічна судноплавна експедиція річищем Дністра, яка діє під егідою Товариства Лева від 1988.

## Основні засади
Експедиція «Дністер» — міжнародний громадський проект, який з 1988 року реалізує на практиці ідею гармонійного поєднання здорового відпочинку на природі із суспільно корисною працею. З 1988 року організацію експедиції взяла на себе неурядова установа Товариство Лева зі Львова (Україна). За цей час в експедиції працювало більше ніж 800 людей з України, Молдови, Польщі, Росії, Німеччини, Великої Британії та деяких інших країн. В її складі переважає молодь, хоча для учасників не існує вікових та професійних обмежень, але особливо вітаються спеціалісти з різних галузей знань. Експедиція сповідує принцип нероздільності природного і культурного середовища і тому з однаковим ентузіазмом проводить вивчення екологічного стану басейну Дністра, духовної і матеріальної культури населення цього краю та його соціально-економічні особливості. Деякі результати роботи експедиції мають суспільне корисне або наукове значення і вони були опубліковані в періодичній літературі і трьох книгах, написаних учасниками експедиції. Експедиція існує за рахунок внесків її учасників або приватних пожертв. Її тривале існування без підтримки державних установ і міжнародних фондів говорить за органічність і перспективність такої форми роботи, яка би мала розвиватися в інших регіонах і країнах.

## Історія експедиції
Громадський рух на захист Дністра започаткували тернопільський (тоді) інженер Ігор Пушкар у 1985 році і водночас незалежно від нього одесит Іван Русєв після великої аварії на Стебниківському калійному комбінаті (1983), коли у Дністер витекло 5 млн м³ солоної ропи, через що на віддалі сотень кілометрів у річці загинуло все живе. У 1988 на базі згаданих громадських ініціатив організована масштабна громадська акція — українсько-молдавська екологічна експедиція «Дністер», в якій у той чи інший спосіб брали участь десятки організацій та установ і сотні (а то й тисячі) людей, які працювали на Дністрі та його допливах упродовж 100 днів. Акція завершилася великою конференцією в Одесі, присвяченій проблемам Дністра.
Така масштабність руху обіцяла великий успіх, але вже було зрозуміло, що для порятунку Дністра потрібні не гасла, а точна інформація про те, де і якого захисту потребує річка. Щоби дійти істини, на конференції, організованій Міжреспубліканським комітетом захисту Дністра навесні 1989 у Львові, вирішено розпочати дослідження стану річки на трьох ділянках одночасно трьома окремими загонами. Товариство Лева, яке вже в 1988 брало найактивнішу участь у експедиції, отримало ділянку від витоків Дністра до греблі Дністровського водосховища. Молдавські екологи мали досліджувати річку на своїй території, а одеситам дісталася ділянка від Молдови до лиману. Однак подальші політичні події в СРСР порушили зв'язки між природоохоронцями різних регіонів. Комітет захисту Дністра розпався, дехто з лідерів руху пішов у політику, тому зусилля ентузіастів стали дещо хаотичними.
У 1988 експедиція «Дністер» стартувала від витоків річки і фінішувала у Білгороді-Дністровському, подолавши за 100 днів 1372 кілометри (з них 10 км по Дністровському лиману). До гирла Стрия експедиція рухалася суходолом, а далі — водним шляхом на катамаранах і байдарках. Загалом у ній взяли участь 125 осіб з різних міст тодішнього СРСР: Львова, Тернополя, Чернівців, Києва, Москви, Риги, Кишинева тощо. Це були професійні екологи, геоморфологи, біологи, історики, фольклористи, журналісти, а також звичайні шанувальники природи. Експедиція відбувалася під патронатом ЦК комсомолу України та Молдови. У великій мірі вона фінансувалася Товариством охорони природи.
Товариство Лева продовжило свою цілеспрямовану роботу. Його експедиція працює щорічно, змінюючи маршрут і вдосконалюючи форми своєї діяльності. До середини 1990-х років вона вела екологічний моніторинг Дністра в його верхній і середній частині.
У 1989 році експедиція пройшла водну частину маршруту під національними синьо-жовтими прапорами, чим викликала великий резонанс у всій Україні. Дослідження проводилися від витоків Дністра та Стрия до села Стара Ушиця Кам'янець-Подільського району Хмельницької області. Пішохідна включала в себе дослідження верхнього Дністра до гирла Стрия. На верхньому Дністрі працювала невелика розвідкова група у складі 4 чоловік.
1993 рік знаменувався помітним розширенням гідрохімічних і гідрологічних досліджень з використанням приладів і реактивів, привезених першими учасниками експедиції з Німеччини — студентами Марбурзького університету. Пішохідна експедиція того року, як і в наступні роки, не проводилася. Восени в Одесі відбулася конференція «Дністер—SOS», на якій були присутні львівські та німецькі учасники експедиції Товариства Лева. Одесити були приємно вражені тим, що ця експедиція ще існує. В 1994, крім німецьких студентів, у експедиції працював словацький спеціаліст зі своєю портативною хімічною лабораторією. Також 1994 рік був присвячений дослідженню водосховища, яке проводилося здебільшого постійною 20-особовою групою учасників, які йшли на одному великому катамарані «Іван Підкова», складеному з 4 малих. Експедиція тривала 7 тижнів. Вперше в експедиції проводилися дослідження донних відкладень.
У 1996 експедиція вперше рухалася на нових надувних катамаранах, які виявилися набагато зручнішими, ніж старі металеві.
У вересні 1996 відбулася двотижнева українсько-молдовська експедиція «Тірас-96», у якій працювали також 5 учасників експедиції «Дністер» Товариства Лева.
В 1997 році Товариство Лева отримало ґрант на публікацію результатів роботи експедиції від польського фонду Partnerstwo dla środowiska і за невелику суму з цих коштів організувало експедицію, яка хоч і була найкоротшою, але дуже важливою для розширення даних про стан басейну. Вперше достатньо детально досліджена ділянка Дністра від с. Чайковичі до гирла Стрия, яку раніше досліджували лише побіжно в піших походах.
За результатами 10-літніх досліджень у 1998 опублікована колективна монографія «Дослідження Дністра», в якій вміщені статті активних учасників експедиції з екологічної, історичної та культурологічної тематики (експедиція сповідує принцип єдності екології природи й екології культури, тому проводить міждисциплінарні дослідження). Окремою книжкою «Культурні ґрона Дністра» (2001) узагальнене вивчення мультикультурного спадку Наддністрянщини.
Від 2002 експедиція подає звіти про свою роботу значно скороченого обсягу через брак фінансування. В основному тривають культурно-історичні, соціологічні, діалектологічні дослідження. Екологічний моніторинг обмежений візуальними спостереженнями. Існування експедиції продовжується зусиллями кількох ентузіастів, а фінансується вона добровільними внесками як самих учасників, так і приватних осіб, головно членів Товариства Лева (зокрема, Ореста Блащука, Андрія Стасіва, Степана Гаталяка, Андрія Квятковського, Володимира Бакуса та інших).

## Учасники експедиції
За час існування експедиції в ній взяли участь близько 600 осіб з України, Молдови, Польщі, Німеччини, Великої Британії, США, Росії, Естонії, Латвії, Канади та Словаччини. Більша частина з них вже давно залишила експедицію, і з її початків продовжують роботу лише одиниці. Але поступово склалася група ентузіастів, для яких експедиція, за висловом одного з ветеранів Андрія Квятковського, стала життєвою пригодою.
Багаторічним і незмінним капітаном експедиції є Валентин Стецюк. Ветеранами експедиції є Тарас Гринчишин, Микола Жарких, Вадим Артюх, Володимир Бакус, Олена Гижа, Лариса Марусинець-Подоляк, Андрій Квятковський, Андрій Кись, Олександр Кіт, Мирослава Мишолівська, Тетяна Омельченко, Ігор Кокотинь, Андрій Мельничук, Святослав Потєєнко, Левко Квятковський та інші, хто брав участь у перших експедиціях і продовжує з нею співпрацювати досі. Особливо активно в останні роки працює в експедиції Олена Крушинська, автор «туристичного путівника по Дністрі» у двох томах, який фактично є малою енциклопедією Дністра.

## Гімн експедиції
Ремінісценція на славетну пісню річкових мандрівників усього світу «Ho! For California» (слова Джессі Гатчинсона, музика Натана Баркера, 1848).
|  | Український текст Валентина Стецюка. Музична обробка для гітари Романа Лемішка. У горах Карпатських бере початки І до моря, моря Чорного Плине Дністер серед лісів, ланів. У тому краю, немов у раю, Будем жити ми безжурно!. Готовий до спливу наш катамаран, І команда наша — о-го-го-о! Рушимо в путь каньйоном Дністровим Від Галичини до Буковини І на сонячне Поділля! | Містечка і села, фортеці й церкви На своєму шляху ми не минемо. Дослідимо і збережемо Природу Дністра, культуру людей На прийдешні покоління. Природа привітна до нас не завжди На Дністрі або спека, або негода, Вітер жене бурхливих хвиль вали. Та в дощ і туман іде караван, З нами синьо-жовта фана! Вітрила подерті, а вітер в лице, Ми на веслах, веслах аж до ночі, Ділим сухпай і залишки води. Хай сонце пече, хай дощик січе - Витривалі ми і дужі. |

## Наукові роботи учасників експедиції
- Див. Дослідження Дністра (збірник)
- Олена Крушинська. Дністер. Туристичний путівник. У 2-х томах. Том перший. Від витоків до гирла Збруча. — Львів: Центр Європи, 2016. — 624 с., 929 іл.
- Олена Крушинська. Дністер. Туристичний путівник. У 2-х томах. Том другий. Від гирла Збруча до Чорного моря. — Львів: Центр Європи, 2017. — 496 с., 645 іл.